# أزناكة (اصبويا)
أزناكة هي إحدى مشيخات المملكة المغربية، تتبع جغرافيا لإقليم سيدي إفني وإداريًا لاصبويا. يقدر عدد سكانها بـ 4875 نسمة حسب الإحصاء الرسمي للسكان والسكنى لسنة 2004.